# Гребля (Черниговская область)
Гребля (укр. Гребля) — село в Менском районе Черниговской области Украины. Население 119 человек. Занимает площадь 0,32 км².
Код КОАТУУ: 7423086702. Почтовый индекс: 15663. Телефонный код: +380 4644.

## Власть
Орган местного самоуправления — Николаевский сельский совет. Почтовый адрес: 15663, Черниговская обл., Менский р-н, с. Николаевка, ул. Кирова, 9.